# Rick Nolan
Pour les articles homonymes, voir Nolan.
Richard Michael Nolan, dit Rick Nolan, né le 17 décembre 1943 à Brainerd (Minnesota) et mort le 18 octobre 2024 à Nisswa (Minnesota), est un homme politique américain membre du Minnesota Democratic-Farmer-Labor Party.
D'abord enseignant, il s'engage en politique à la fin des années 1960. Il est élu à la Chambre des représentants du Minnesota en 1968 puis à la Chambre des représentants des États-Unis en 1974. Il quitte le Congrès en 1981 et débute une nouvelle carrière dans le secteur privé.
En 2013, Rick Nolan retrouve le Congrès, 32 ans après l'avoir quitté — un record. En 2018, il se présente sans succès au poste de lieutenant-gouverneur du Minnesota et cède son siège de représentant l'année suivante.

## Biographie

### Jeunesse et débuts professionnels
Rick Nolan est originaire de Brainerd dans le comté de Crow Wing (Minnesota).
Après des études à l'université Saint John (en) de Collegeville, il obtient son bachelor of arts à l'université du Minnesota en 1966. Il poursuit ses études en administration publique à l'université du Maryland puis en éducation à l'université d'État de Saint Cloud. Après ses études, il enseigne les sciences humaines à Royalton de 1968 à 1972.

### Débuts en politique

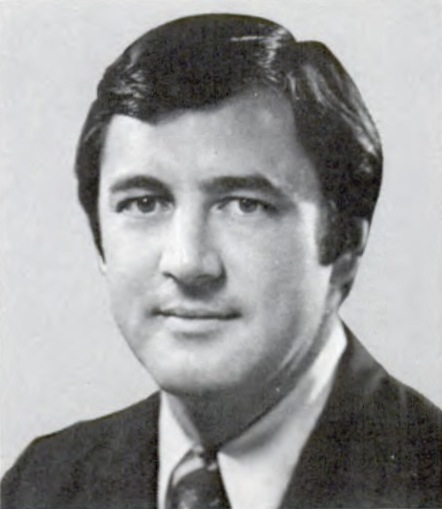
Portrait de Rick Nolan lors du 95e congrès.

Rick Nolan débute en politique en devenant assistant de Walter Mondale au Sénat des États-Unis.
Il est élu à la Chambre des représentants du Minnesota en 1968 pour le district 53A dans le comté de Morrison. Il y siège de 1969 à 1972.
En 1972, il se présente à la Chambre des représentants des États-Unis dans le 6e district du Minnesota. La circonscription s'étend du sud-ouest au centre de l'État. Nolan obtient l'investiture du Democratic-Farmer-Labor Party, mais échoue de justesse lors de l'élection générale face au républicain sortant John Zwach (en). Il est finalement élu deux ans plus tard alors que Zwach ne se représente pas. Il est réélu en 1976 et 1978. Lors de son mandat, il se consacre aux questions agricoles et rurales ainsi qu'à la politique étrangère. Il n'est pas candidat à sa réélection en 1980 et le républicain Vin Weber (en) lui succède.

### Carrière professionnelle
Après la politique, Rick Nolan devient fermier, puis homme d'affaires. De 1981 à 1986, il dirige l'U.S. Export Corporation. Il prend ensuite la tête du Minnesota World Trade Center, qu'il préside de 1987 à 1994. Il acquiert également un scierie.

### Retour en politique

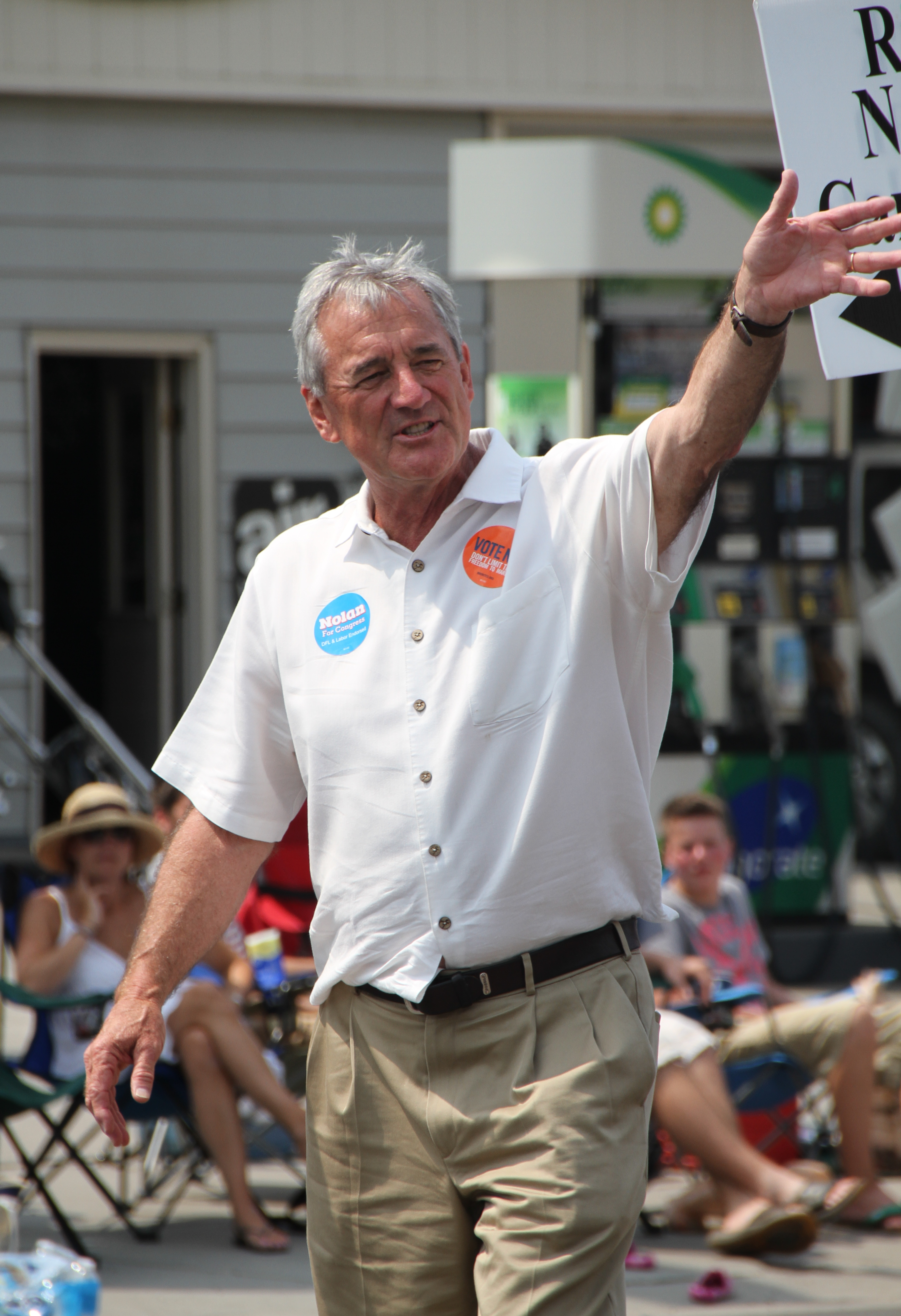
Rick Nolan en campagne à Tower le 4 juillet 2012.

En 2011, Rick Nolan fait son retour en politique et annonce qu'il compte se présenter dans le 8e district du Minnesota lors des élections de 2012. Il remporte l'élection primaire démocrate avec 38,29 % des suffrages face à Tarryl Clark (sénatrice d'État, 32,25 %) et Jeff Anderson (conseiller municipal de Duluth, 29,46 %),.
Lors de l'élection générale, il affronte le représentant républicain sortant Chip Cravaack. Avant l'élection de celui-ci en 2010, le district (autour de Duluth et l'Iron Range) n'avait connu que deux représentants depuis 1946, tous les deux démocrates. Ce district historiquement démocrate est devenu compétitif depuis la fin des années 2000, le sud de la circonscription — plus conservateur — prenant de l'importance face à l'Iron Range et les cols bleus s'orientant davantage vers les républicains. L'élection est considérée comme indécise, mais les deux sondages précédant le scrutin donnent Nolan vainqueur. Il est élu avec 54,3 % des voix tandis que Barack Obama remporte le district de 7 points dans l'élection présidentielle concomitante. Il détient le record du temps écoulé entre deux mandats de représentant, retournant à la chambre basse du Congrès américain 32 ans après l'avoir quittée.
De retour à la Chambre des représentants, il regrette la place qu'ont pris les levées de fonds par rapport au travail législatif et la fin du travail bipartisan. Il reprend plusieurs de ses anciens collaborateurs des années 1970,. En 2015, une étude du Legislative Effectiveness Project le classe second parmi les représentants démocrates les plus efficaces du pays.
Candidat à un nouveau mandat en 2014, il affronte l'homme d'affaires Stewart Mills. Certains démocrates s'inquiètent de sa façon de faire campagne « à l'ancienne » et de son aversion pour les levées de fonds. Près de 13 millions de dollars sont dépensés dans cette campagne par des groupes extérieurs aux candidats, principalement en publicités télévisées et radiodiffusées. Au total, 17 millions de dollars sont dépensés. Le duel est l'une des élections les plus chères du pays,. Nolan est réélu avec 48,5 % des suffrages contre 47,1 % à Mills et 4,3 % en faveur d'un candidat écologiste. Il ne remporte ainsi l'élection qu'avec 3 700 voix d'avance dans un contexte de « vague républicaine ». Il affronte à nouveau Stewart Mills lors des élections de 2016. Il est réélu avec moins d'un point d'avance sur Mills, tandis que le district est largement remporté par le républicain Donald Trump, qui devance Hillary Clinton de 16 points.
Alors qu'il envisage de se présenter en 2018 au poste de gouverneur, Nolan choisit d'être candidat à sa réélection, sous pression des démocrates qui craignent de perdre le siège. En février 2018, il annonce cependant qu'il ne se représentera pas en novembre. Il précise vouloir passer davantage de temps avec sa famille. À la surprise de nombreux observateurs politiques, il se présente finalement au poste de lieutenant-gouverneur du Minnesota en juin 2018, en tandem avec Lori Swanson (en), candidate au poste de gouverneur. Durant la campagne, il est accusé d'avoir mal géré les accusations de harcèlement sexuel visant l'un de ses collaborateurs quelques années plus tôt. Nolan avait en effet renvoyé le collaborateur, mais continué de travailler avec lui un temps en tant que prestataire extérieur avant de s'en séparer à nouveau après des critiques. Swanson apporte son soutien à son colistier. Avec 24 % des voix, le duo arrive en troisième position de la primaire démocrate. En novembre, son siège est remporté par le républicain Pete Stauber.

### Vie privée
Rick Nolan est marié à Majorie lorsqu'il entre au Congrès, mais ils divorcent après son retrait de la vie politique en 1972. Il épouse en secondes noces Mary Nolan. Il est père de quatre enfants.
Son oncle, Martin J. McGowan, Jr., était également élu de la législature du Minnesota.

### Mort
Rick Nolan meurt à Nisswa le 18 octobre 2024 à l'âge de 80 ans,.

## Positions politiques
Lors de son premier mandat de représentant, il acquiert une réputation de démocrate libéral (au sens américain du terme), en s'opposant notamment à la guerre du Viêt Nam. En 1979, il est l'un des cinq représentants démocrates à s'opposer à la réélection de Jimmy Carter, il soutient une candidature de Edward Moore Kennedy.
De retour à la Chambre des représentants en 2012, il estime que le Patient Protection and Affordable Care Act (« Obamacare ») ne va pas assez loin et soutient des contrôles plus importants lors de l'achat d'armes à feu. Il supporte également l'augmentation des impôts sur les plus aisés. Élu d'une région riche en mines de fer, l'Iron Range, il défend les aciéries locales contre le dumping et s'oppose aux traités de libre-échange, tout en cherchant un équilibre avec la protection de l'environnement.
Lors des primaires démocrates pour l'élection présidentielle de 2016, il apporte son soutien à Bernie Sanders, invoquant la victoire de Sanders dans son district et vantant son « message et son authenticité ».